# Trosgnistans mission
Trosgnistans mission är en allkristen missionsorganisation, ansluten till Svenska missionsrådet och baserad i Betelförsamlingen i Runemo.
Arbete bedrivs i 16 länder. 
Partnerförsamlingar finns i Kenya, Uganda, Tanzania, Rwanda, Kongo-Kinshasa, Burundi, Indien, Filippinerna, Ecuador, Lettland, Ukraina och Ryssland. Missionärer understöds också i Bolivia, Mongoliet, Myanmar och Tunisien. 
Sedan 1970 arrangerar organisationen Smålandskonferensen.
Trosgnistan har en omfattande fadderorganisation som hjälper fler än 10 000 barn på matstationer, barnhem och skolor. 
Trosgnistan stödjer även insatser genom nationella kyrkor som arbetar med församlingsplantering, evangelisation, utbildning, landsbygdsutveckling, fattigdomsbekämpning samt miljö- och könsfrågor.